# Entracque
Entracque é uma comuna italiana da região do Piemonte, província de Cuneo, com cerca de 851 habitantes. Estende-se por uma área de 160 km², tendo uma densidade populacional de 5 hab/km². Faz fronteira com Belvédère (FR - 06), La Brigue (FR-06), Limone Piemonte, Roaschia, Saint-Martin-Vésubie (FR-06), Valdieri, Vernante.

## Demografia
| Variação demográfica do município entre 1861 e 2011                               |
|                                                                                   |
| Fonte: Istituto Nazionale di Statistica (ISTAT) - Elaboração gráfica da Wikipedia |